# BEL 20

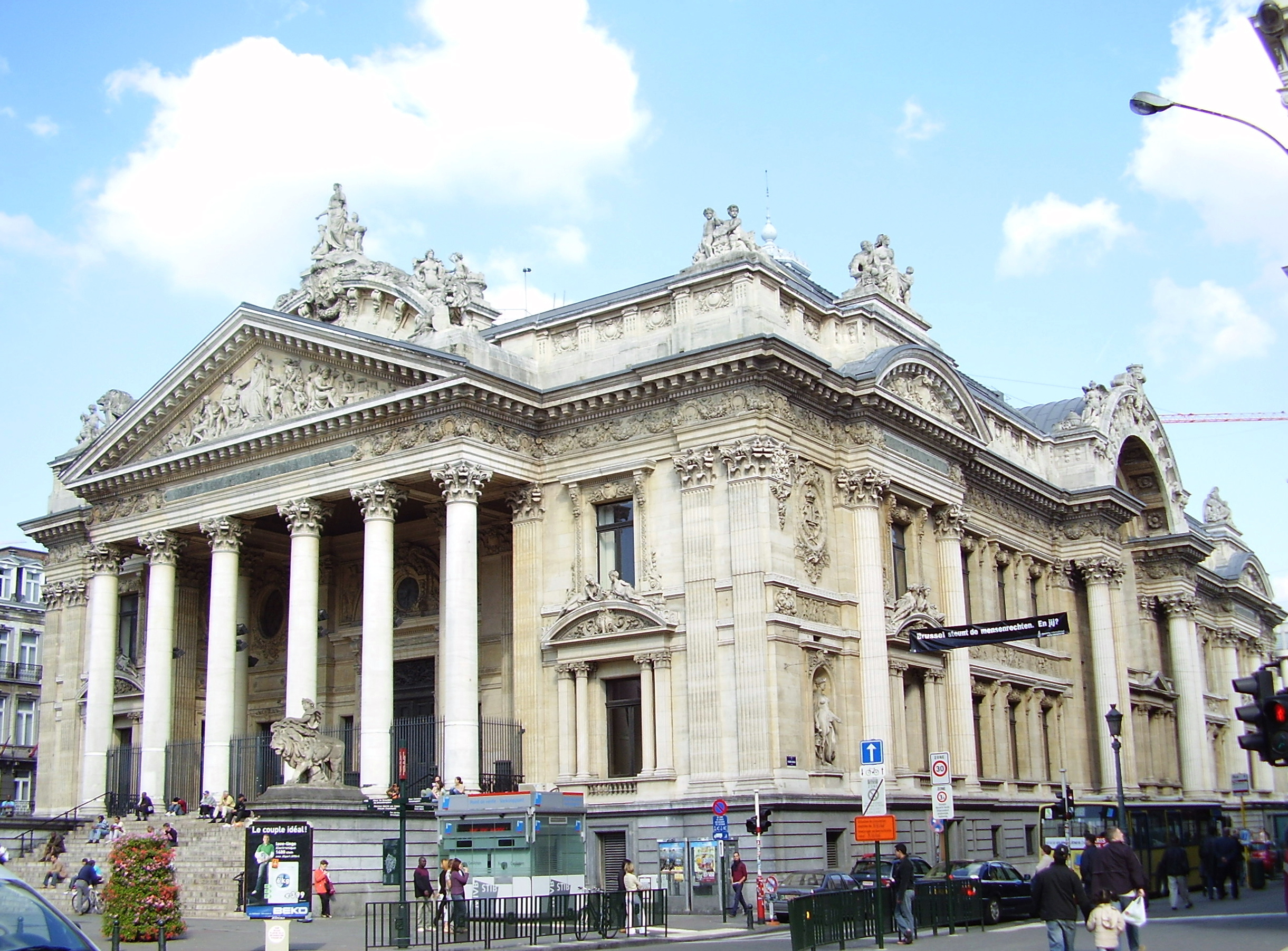
Seu de la borsa de Brussel·les

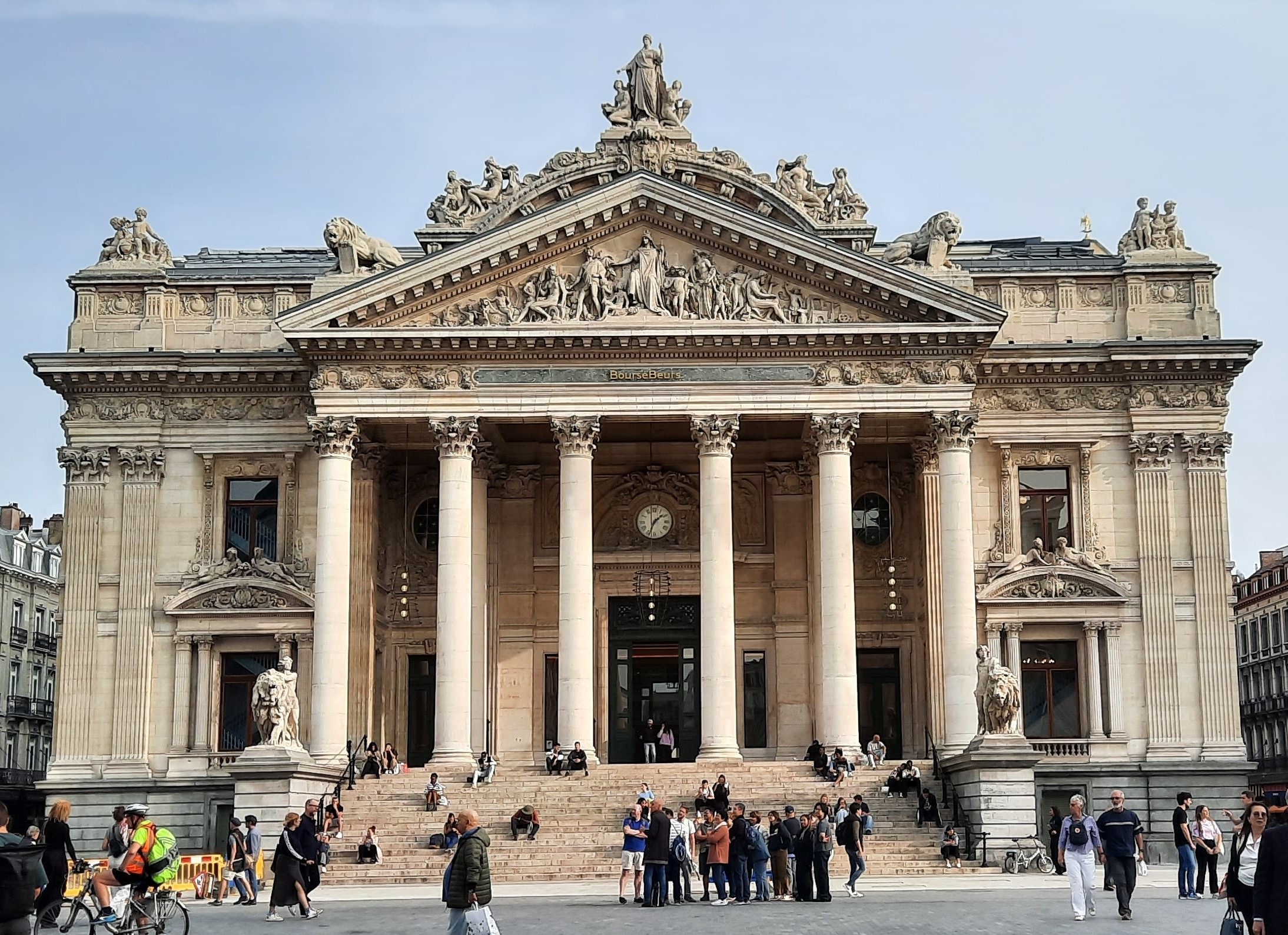
L'antic edifici de la Borsa de Brussel·les

El BEL 20 és l'índex borsari de referència d’Euronext Brussels. Fa un seguiment del rendiment de les 20 accions més capitalitzades i líquides que es cotitzen a Bèlgica. En general, l'índex consta d'un mínim de 10 i un màxim de 20 empreses cotitzades a la Borsa de Brussel·les. Des del 20 de juny de 2011, el BEL20 ha inclòs 20 llistats, amb l'excepció d'un període d'un mes entre maig i juny de 2018 quan es van retirar les accions d'Ablynx després de l'adquisició de Sanofi, només per ser substituïdes a mitjans de juny per arGEN-X.

## Normes
La composició de l'índex BEL 20 es revisa anualment en funció dels preus de tancament de l'últim divendres de febrer. Aquests canvis són efectius a partir del tercer divendres de març. A més de complir un conjunt de criteris que exigeixen que una empresa sigui representativa del mercat de valors belga, almenys el 15% de les seves accions s'han de considerar flotant lliure per poder optar a l'índex. A més, un candidat a la inclusió ha de tenir una capitalització de mercat de flotació lliure (en euros) d'almenys 300.000 vegades el preu de l'índex l'últim dia de negociació de desembre. El requisit mínim perquè un constituent existent es mantingui a l'índex és una capitalització de mercat de 200.000 vegades el valor de l'índex. A cada revisió anual, els pesos de les empreses a l'índex es limiten al 15%, però oscil·len lliurement amb el preu de les accions posteriorment. El BEL20 és un índex ponderat per capitalització. El seu màxim rècord és de 4756,82 establert el 23 de maig de 2007.

## Rendiments anuals
La taula següent mostra l'evolució anual de l'índex BEL 20. que es va calcular fins al 1990.
| Any  | Nivell de tancament | Canvi en l'índex en punts | Canvi en l'índex en % |
| ---- | ------------------- | ------------------------- | --------------------- |
| 1990 | 1.000,00            |                           |                       |
| 1991 | 1,029,72            | 29,72                     | 2,97                  |
| 1992 | 1.127,02            | 97,30                     | 9,45                  |
| 1993 | 1.473,10            | 346,08                    | 30,71                 |
| 1994 | 1.389,64            | −83,46                    | −5,67                 |
| 1995 | 1.559,63            | 169,99                    | 12,23                 |
| 1996 | 1.897,58            | 337,95                    | 21,67                 |
| 1997 | 2.419,34            | 521,76                    | 27,50                 |
| 1998 | 3.514,51            | 1.095,17                  | 45,27                 |
| 1999 | 3.340,43            | −174,08                   | −4,95                 |
| 2000 | 3.024,49            | −315,94                   | −9,46                 |
| 2001 | 2.782,01            | −242,48                   | −8,02                 |
| 2002 | 2.025,04            | −756,97                   | −27,21                |
| 2003 | 2.244,18            | 219,14                    | 10,82                 |
| 2004 | 2.932,62            | 688,44                    | 30,68                 |
| 2005 | 3.549,25            | 616,63                    | 21,03                 |
| 2006 | 4.288.53            | 739,28                    | 20,83                 |
| 2007 | 4.127,47            | −161,06                   | −3,76                 |
| 2008 | 1.908,64            | −2.218.83                 | −53,76                |
| 2009 | 2.511,62            | 602,98                    | 31,59                 |
| 2010 | 2.578,60            | 66,98                     | 2,67                  |
| 2011 | 2.083,42            | −495,18                   | −19,20                |
| 2012 | 2.475,81            | 392,39                    | 18,83                 |
| 2013 | 2.923,82            | 448,01                    | 18,10                 |
| 2014 | 3.285,26            | 361,44                    | 12,36                 |
| 2015 | 3.700,30            | 415,04                    | 12,63                 |
| 2016 | 3.606,36            | −93,94                    | −2,54                 |
| 2017 | 3.977,88            | 371,52                    | 10,30                 |
| 2018 | 3.243,63            | −734,25                   | −18,46                |
| 2019 | 3.955,83            | 712,20                    | 21,96                 |
| 2020 | 3.621,88            | −334,55                   | −8,46                 |
| 2021 | 4.310,15            | 688,87                    | 19,02                 |
| 2022 | 3.701,17            | −608,98                   | −14,13                |
| 2023 | 3.707,77            | 6,6                       | 0,18                  |

## Components

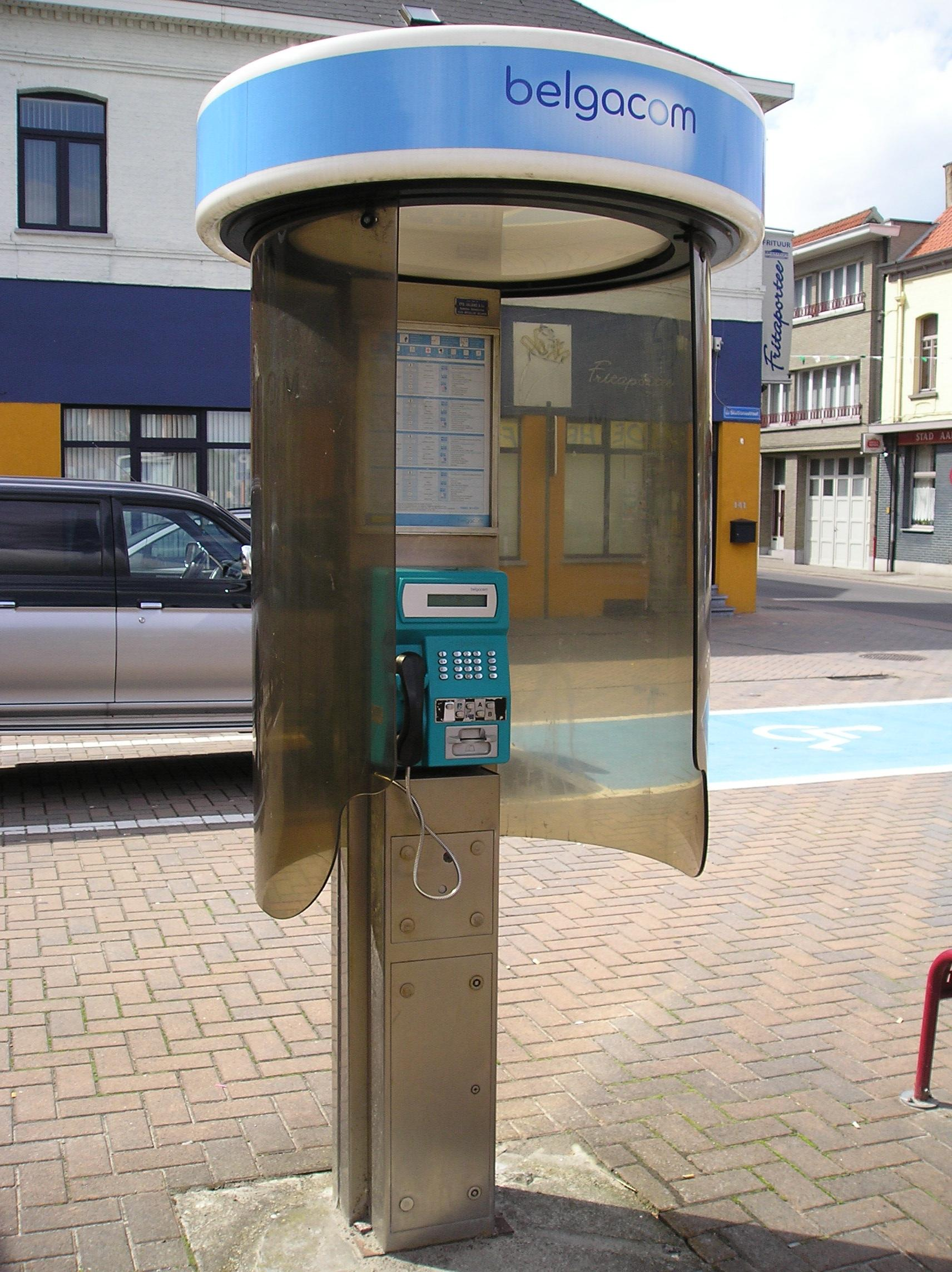
Cabina telefònica de Belgacom en Lebbeke.

Els 20 títols de l'índex després de la revisió anual de 3 de març de 2009. No es van fer canvis a la revisió de març de 2010.
| Companyia              | ICB Sector                   | Símbol         | Pes en l'índex (%) |
| ---------------------- | ---------------------------- | -------------- | ------------------ |
| Ackermans & van Haaren | Productes industrials        | Euronext ACKB: | 1.85               |
| Ageas                  | Asseguradora                 | Euronext AGS:  | 5.74               |
| Anheuser-Busch InBev   | Begudes                      | Euronext ABI:  | 15.93              |
| Befimmo-Sicafi         | Béns immobles                | Euronext BEFB: | 1.77               |
| Bekaert                | Productes industrials        | Euronext BEKB: | 1.18               |
| Belgacom               | Telefonia fixa               | Euronext BELG: | 8.69               |
| Cofinimmo              | Béns immobles                | Euronext COFB: | 1.89               |
| Colruyt                | Alimentació al detall        | Euronext COLR: | 6.30               |
| Delhaize Group         | Alimentació al detall        | Euronext DELB: | 10.82              |
| Dexia                  | Banca                        | Euronext DEXB: | 2.34               |
| GBL                    | Finances especialitzades     | Euronext GBLB: | 9.33               |
| GDF Suez               | Distribució de gas           | Euronext GSZ:  | 8.99               |
| KBC Group              | Banca                        | Euronext KBC:  | 2.74               |
| Mobistar               | Telefonia mòbil              | Euronext MOBB: | 3.40               |
| NPM/CNP                | Finances especialitzades     | Euronext NAT:  | 2.48               |
| Omega Pharma           | Farmacèutica                 | Euronext OME:  | 0.82               |
| Solvay                 | Química especialitzada       | Euronext SOLB: | 6.03               |
| Telenet Group          | Radiodifusió i entreteniment | Euronext TNET: | 1.76               |
| UCB                    | Farmacèutica                 | Euronext UCB:  | 4.68               |
| Umicore                | Química                      | Euronext UMI:  | 3.24               |

## Antics membres del BEL20
| Companyia    | ICB Sector          | Símbol         | Data de sortida   |
| ------------ | ------------------- | -------------- | ----------------- |
| Agfa-Gevaert | Equips electrònics  | Euronext AGFB: | 2009-03-02        |
| Almanij      | Banca               | Euronext ALMB: | 3 de març de 2005 |
| Barco        | Equips electrònics  | Euronext BAR:  | 2007-03-01        |
| D'Ieteren    | Comerços            | Euronext DIE:  | 2006-03-01        |
| Electrabel   | Electricitat        | Euronext ELE:  | 2005-11-15        |
| Nyrstar      | Metalls no ferrosos | Euronext NYR:  | 2009-03-02        |